# Nephtys tulearensis
Nephtys tulearensis är en ringmaskart som beskrevs av Fauvel 1919. Nephtys tulearensis ingår i släktet Nephtys och familjen Nephtyidae. Inga underarter finns listade i Catalogue of Life.